# 朝鮮佛教徒聯盟
朝鲜佛教徒联盟（朝鲜语：북조선불교도련맹），简称朝佛联，朝鲜民主主义人民共和国的一个宗教团体，也是朝鲜国内唯一的佛教团体，负责管理朝鲜全国的佛教事务，成立于1945年12月26日:12。由朝鲜佛教徒联盟中央委员会负责日常运作，下设各道、市、郡委员会。

## 历史
1945年12月26日，北朝鲜佛教徒联盟在蘇聯民政廳治理下的朝鲜半岛北部成立，1948年改名为“北朝鲜佛教总联盟”（북조선불교총련맹）。朝鲜战争爆发前，北朝鲜有732名僧侣，518座寺院，登记的佛教徒有375438名:13-14。1955年，北朝鲜佛教总联盟更名为“朝鲜佛教徒联盟”（조선불교도련맹）。1965年，朝鲜佛教徒联盟停止运营。1972年，重组为朝鲜佛教徒联盟中央委员会:17。
1989年，朝佛联在平壤牡丹峰开设一家佛学院，进修者将在该学院完成为期三年的学习，入学条件包括高中毕业，及由朝佛联各道、市、郡委员会所属寺院推荐:21。

## 国际交流
朝佛联积极有世界各地的佛教组织建立联系，如在日本朝鲜人总联合会的成员组织在日本朝鲜佛教徒协会（日語：在日本朝鮮仏教徒協会），韩国佛教宗派“大韩佛教曹溪宗”、“大韩佛教天台宗”，以及中国、印度、尼泊尔、泰国、老挝和斯里兰卡等国的佛教团体。

### 中國
1963年10月，“亚洲十一个国家和地区佛教徒会议”在中国北京法源寺召开，朝鲜佛教徒联盟中央委员会委员长安用淑法师出席会议。1986年1月，朝鲜佛教徒联盟中央委员会委员长朴泰浩率团到中国访问；同年九月，中国佛教协会会长赵朴初率团回访，朝中佛教界实现高层互访。1991年夏，中国佛教协会副会长周绍良应朝佛联的邀请访率团访问朝鲜；2002年11月，朝佛联教养部长鱼明鲜法师率团访问中国。

### 韓國

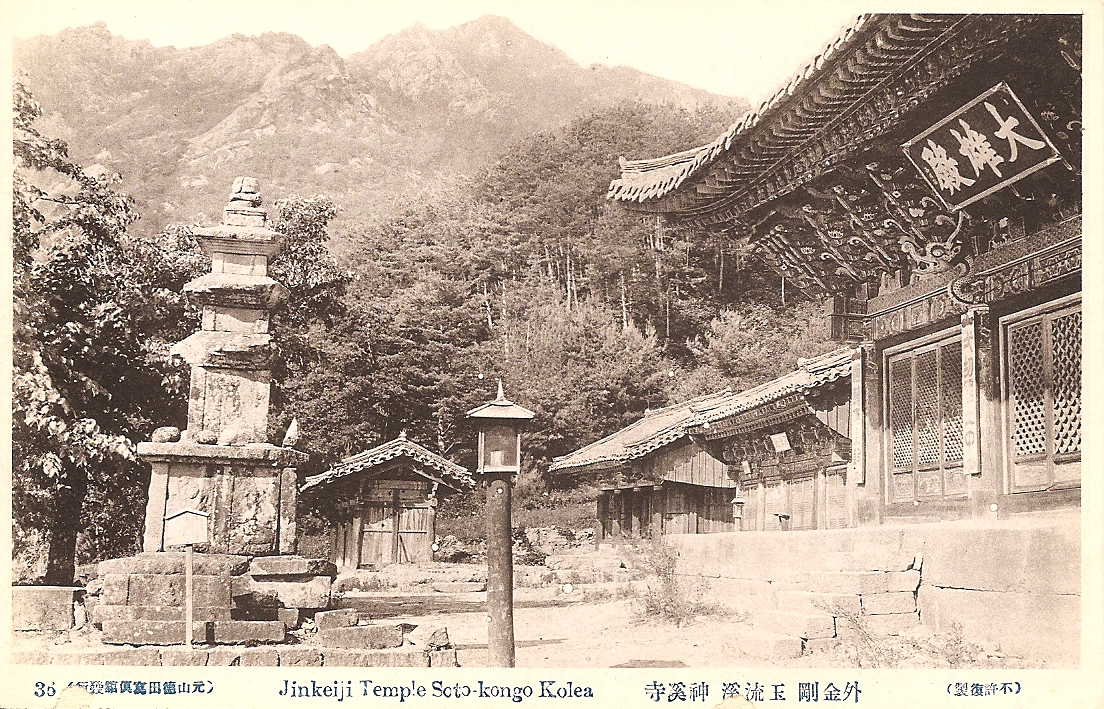
被朝鲜战争摧毁前的神溪寺

2004年，朝韩两国合作的金刚山神溪寺修复工程正式动工，2007年落成。2018年，世界和平财团理事长天潭法师访朝，会见朝佛联委员长康寿麟等朝鲜佛教界人士，就修复金刚山榆岾寺达成了协议，是朝韩两国第二次就修复朝鲜寺庙达成协议。
朝佛联曾多次组织朝鲜佛教界人士与韩国佛教界人士在朝鲜举行联合纪念法会。

### 国际组织
1976年，朝佛联加入亚洲佛教徒和平会议。1986年，世界佛教徒联谊会第十五次大会在尼泊尔加德满都召开，朝佛联派代表参加，加入世界佛教徒聯誼會:18。2003年2月，亚洲佛教徒和平会议第10次会议在老挝召开，秘书长沈相镇率团参加。

## 历任委员长
| 任次 | 汉字名 | 朝鲜语名 | 生卒年         | 任期                         | 备注                                         |
| ---- | ------ | -------- | -------------- | ---------------------------- | -------------------------------------------- |
| 1    |        | 김세률   |                | 1946年12月－1948年           | 1948年后由김숭격代理                         |
| 2    | 安用淑 |          |                | 1963年2月－1978年            | An Yong-suk                                  |
| 3    | 朴泰浩 |          | 1919年－2005年 | 1979年5月5日－2005年11月11日 | 也作“朴泰鎬”，法号鹤林，1998年改名朴泰和（박태화） |
| 4    |        |          |                | 2006年5月8日－2008年         | 2007年底获得正式任命                         |
| 5    | 沈相進 |          | 1944年－       | 2008年－2012年               | 也作“沈相镇”                                 |
| 6    | 康寿麟 | [ 27 ]   | 1952年－       | 2012年－                     | 中文也作“姜秀麟”，法号智诚                   |

## 备注
1. ↑  当时朝鲜民主主义人民共和国尚未成立，朝鲜半岛北部自日本投降后由蘇聯民政廳治理